# Marie Pechmanová

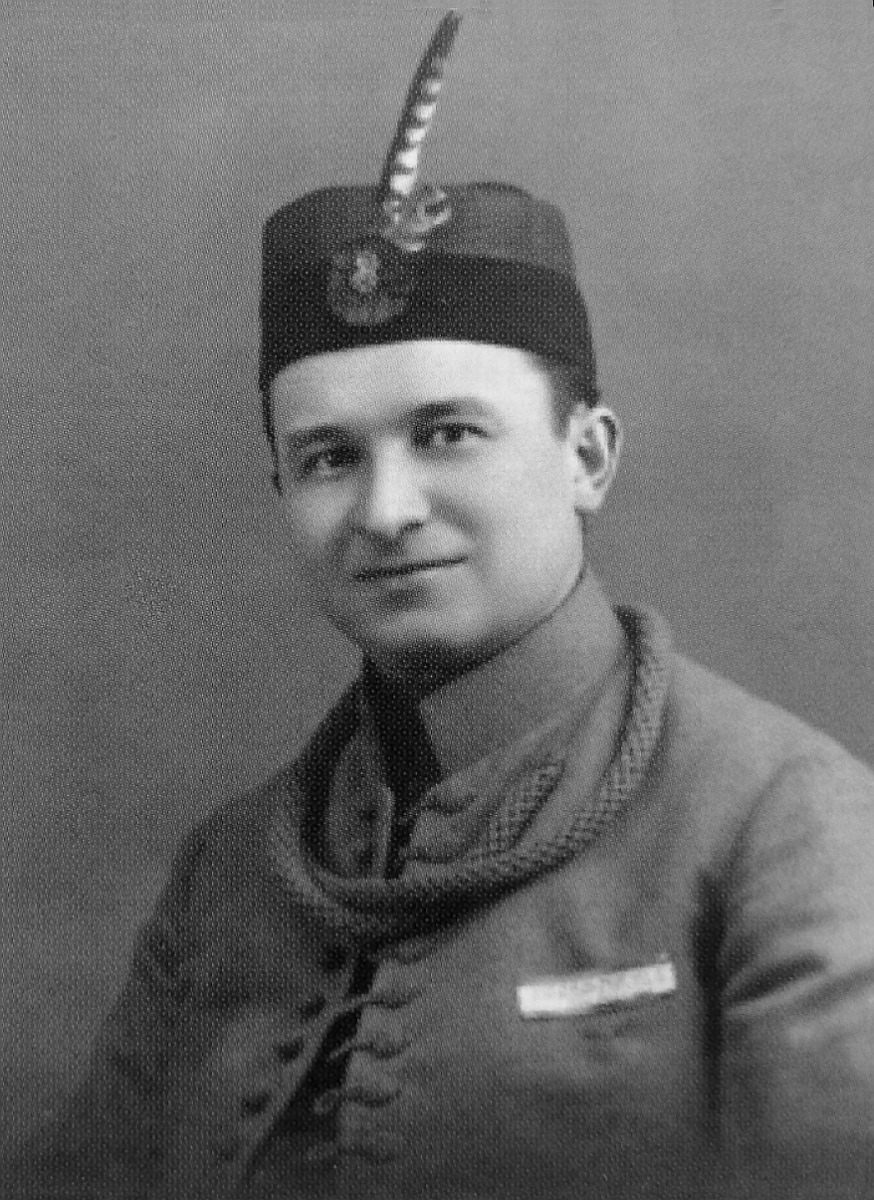
Její manžel – Jaroslav Pechman

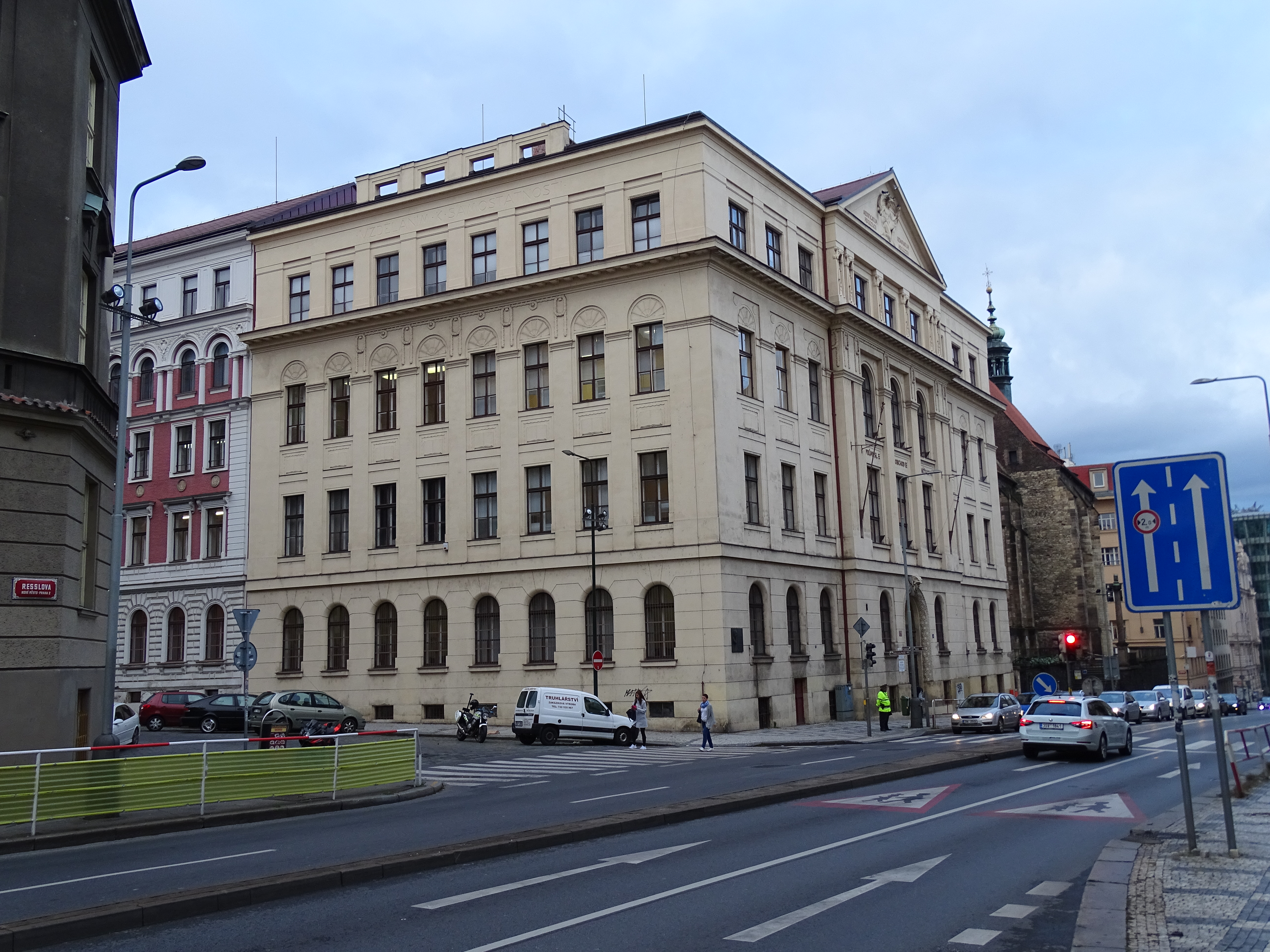
Budova „Československé akademie obchodní“ v Resslově ulici číslo 8, kde studoval její syn Jaroslav Pechman mladší

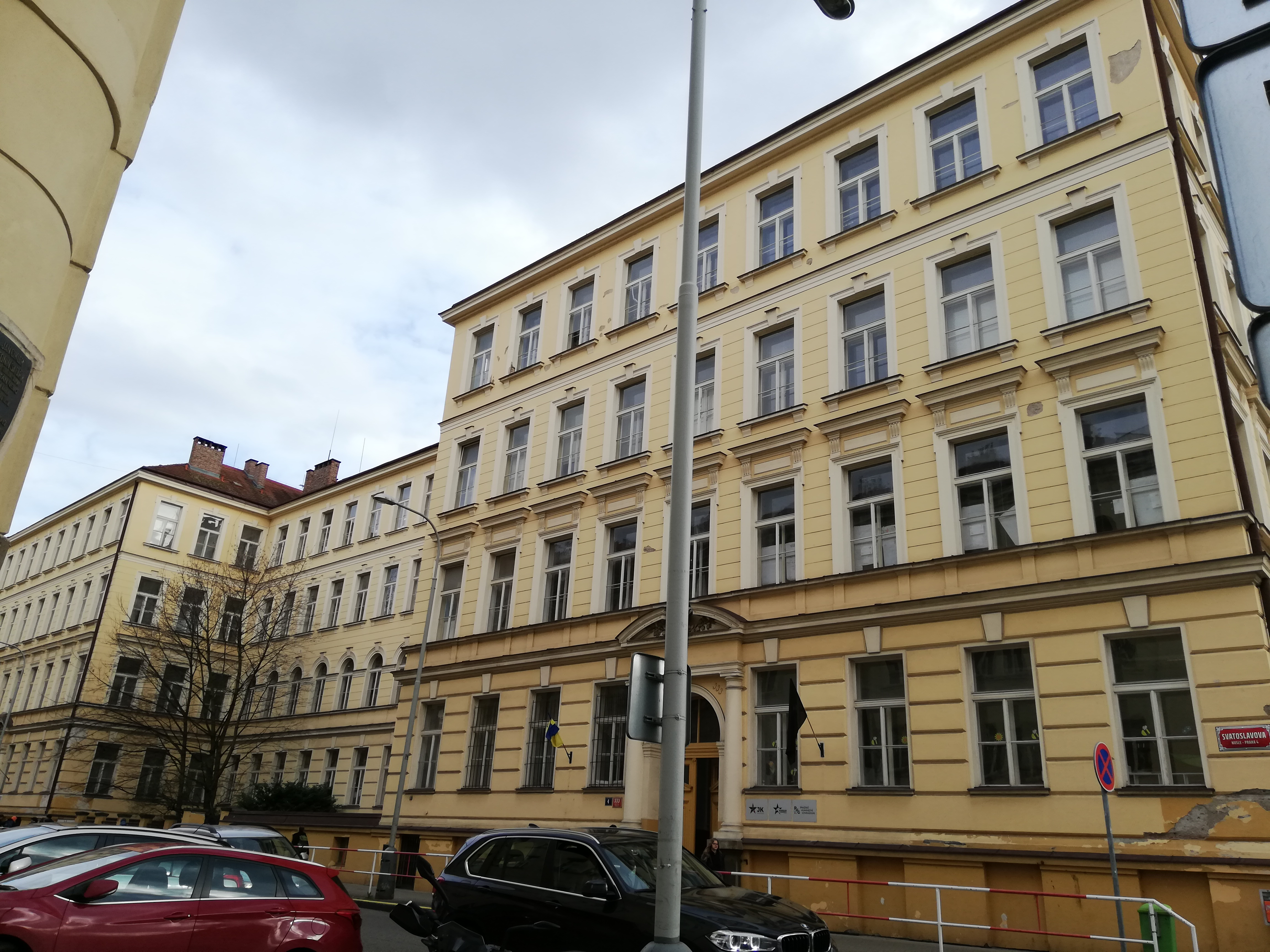
Budova Hlavní dívčí školy ve Svatoslavově ulici v pražských Nuslích, kde studovala její dcera Milena Pechmanová

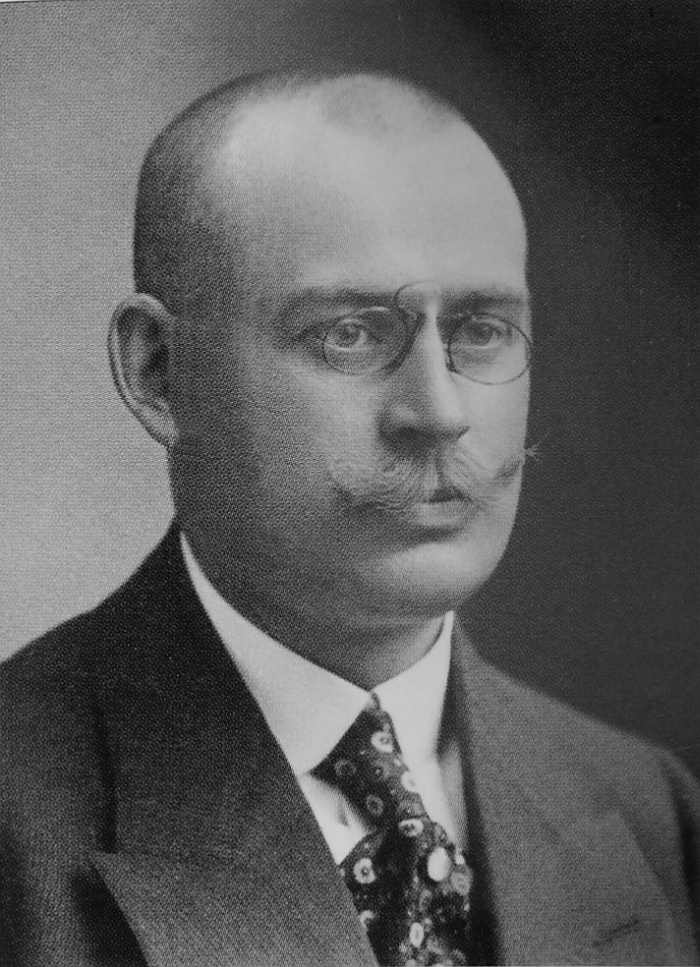
Václav Pokorný – strýc Marie Pechmanové

Marie Pechmanová rozená Bohuslavová (6. dubna 1902 Kosmonosy – 26. ledna 1943 koncentrační tábor Mauthausen) byla spolu se svým manželem Jaroslavem Pechmanem (starostou pražské sokolské jednoty v Michli) a svým synem Jaroslavem Pechmanem mladším členkou radikální sokolské odbojové skupiny Říjen, která byla fundamentální složkou sokolské protiněmecké ilegální organizace Jindra. Rodina Pechmanových patřila mezi nejbližší podporovatele výsadku Anthropoid a rozhodujícím způsobem pomohla československým parašutistům splnit jejich úkol. 

## Život
Marie Bohuslavová se narodila 6. dubna 1902 v Kosmonosech do rodiny sadaře Františka Bohuslava a jeho manželky Anny, roz. Pokorné. 8. března 1924 se v pražské Michli provdala za Jaroslava Pechmana, původem z Radobyčic u Plzně, který byl v Praze zaměstnán jako poštovní asistent (později jako vrchní tajemník Ředitelství pošt) u Československé státní pošty a přijala jeho příjmení Pechmanová. Marie se hlásila k českobratrské církvi evangelické a byla ženou v domácnosti. Pechmanovi bydleli v Michli v Hanusově ulici 1025/9. Syn manželů Pechmanových Jaroslav se narodil 1. května 1925, po skončení základního školního vzdělání pokračoval ve studiu na Českoslovanské akademii obchodní v Resslově ulici a byl českobratrského vyznání. Milena Pechmanová – dcera manželů Pechmanových – přišla na svět 6. prosince 1929. V roce 1942 studovala ve Svatoslavově ulici v pražských Nuslích na Hlavní dívčí škole ve třídě III. A.

### Sokol
Rodina Pechmanových byla svázána se sokolskou organizací v Praze–Michli. Jaroslav tam působil jako starosta jednoty, před rokem 1937 zajistil koupi pozemků pro sokolské cvičiště na vrchu Bohdalec a v roce 1937 se zasadil o zbudování nové sokolovny v Michli.
Sokolská jednota v Michli byla od roku 1921 úzce svázána se sokolskou organizací v Hájích u Duchcova, kde v letech 1927 až 1938 působil řídící učitel Jan Zelenka-Hajský. Přátelství Jaroslava Pechmana a Jana Zelenky navázané v příhraničí se promítlo i do spolupráce obou sokolských činovníků v protiněmeckém odboji v Praze.

### Za protektorátu
Po okupaci Čech a Moravy Němci vznikla protiněmecká ilegální organizace Obec sokolská v odboji (OSVO) a po jejím rozbití nacistickým bezpečnostním aparátem se od října 1941 začala formovat nástupnická sokolská odbojová organizace zvaná „Jindra“ (resp. Jindra-Vaněk). Jaroslav Pechman a Jan Zelenka-Hajský ale v jejím rámci založili radikální odnož, která se nazývala „Říjen“. Programem Října byly sabotážní a diverzní akce, což členy této fundamentální frakce nakonec dovedlo do řad podporovatelů výsadkářů skupiny Anthropoid.
Po příchodu parašutistů ze skupiny Anthropoid do Prahy v lednu 1942 se Pechman a ostatní členové Října (i jejich rodinní příslušníci) aktivně zapojili do jejich podpory. Parašutistům opatřovali ilegální ubytování, zajišťovali jim prádlo, sháněli jídlo, opatřovali falešné legitimace a fingované pracovní knížky.

### Zatčení
V pondělí 5. října 1942 se gestapo pokusilo zatknout jejího manžela Jaroslava na jeho pracovišti na ředitelství pošt v Holečkově ulici na Smíchově. Tomu se podařilo v nestřeženém okamžiku pozřít ampulku s cyankáli a zemřel tak „vlastní rukou“ na otravu kyanidem draselným při převozu do Petschkova paláce v Praze.
Marie Pechmanová byla zatčena v pondělí 5. října 1942 v dopoledních hodinách ve svém bytě. Dcera Milena unikla v první fázi zatčení tím, že byla v inkriminovanou dobu na hodině klavíru. Syna Jaroslava zatklo gestapo na Českoslovanské akademii obchodní během výuky. V tašce, kterou donesl do místa bydliště jeho spolužák z obchodní akademie, byla ukryta zpráva o zatčení.
Marie Pechmanová a její syn Jaroslav byli podrobeni výslechům a poté byli drženi ve vazební věznici pražského gestapa v Malé pevnosti Terezín. (Marie Pechmanová zde byla vězněna v cele číslo 20). Spolu s dalšími podporovateli parašutistů byli oba v nepřítomnosti dne 8. ledna 1943 odsouzeni stanným soudem k trestu smrti. V transportu 31 osob, který byl vypraven 13. ledna 1943 z Malé pevnosti v Terezíně, byli oba deportováni do koncentračního tábora Mauthausen. Tady byli až do 26. ledna 1943 vězněni v celách tzv. mauthausenského bunkru. Odpoledne 26. ledna 1943 byly všechny ženy z tohoto transportu (včetně Marie Pechmanové) usmrceny v 16.13 hodin v plynové komoře.  Syn Jaroslav byl (spolu s ostatními muži ze zmíněného transportu) zavražděn výstřelem do týla téhož dne (26. ledna 1943) v 16.41 hodin.
Milena Pechmanová se po návratu domů uchýlila k rodinným známým. Ti bydleli ve stejném domě jako Pechmanovi. Němci si pro ni přijeli 7. října 1942 a po svém zatčení byla vězněna ve speciální věznici gestapa v Praze na zámečku na Jenerálce. Konce druhé světové války v květnu 1945 se Milena Pechmanová dočkala i když předtím musela projít jak internačním táborem ve Svatobořicích, tak i pracovním táborem v Plané nad Lužnicí.

## Dovětek
S Pechmanovými bydlel ve spojeném bytě na jednom patře (na adrese Hanusova 1025/9, 140 00 Praha 4 - Michle) ještě strýc (manžel sestry) Marie Pechmanové Václav Pokorný. Pokorný se narodil 5. srpna 1875 v Kosmonosech a za protektorátu byl poštovním pokladníkem. Ačkoliv o odbojových aktivitách svojí sestry Marie Pechmanové ani o protiněmecké činnosti svého švagra Jaroslava Pechmana nic nevěděl, byl současně s příslušníky rodiny Pechmanových dne 5. října 1942 rovněž zatčen. Jeho zatčení zdůvodnil kriminální komisař gestapa (z pražského oddělení II.G) SS-Hautpsturmführer Heinz Jantur (Hans Jantur) tím, že v případě Václava Pokorného šlo o „zastírání důkazů“. Pokorný byl z malé pevnosti v Terezíně deportován 15. ledna 1943 do koncentračního tábora Mauthausen, kde byl 26. ledna 1943 v 16.51 zavražděn výstřelem do týla.

## Po druhé světové válce
Ministr národní obrany generál Ludvík Svoboda udělil 3. srpna 1946 kapitánu v záloze Jaroslavu Pechmanovi, jeho manželce Marii Pechmanové a jejich synovi Jaroslavu Pechmanovi mladšímu československý válečný kříž.

## Připomínky
- Její jméno (Pechmannová Marie *6.4.1902) i jméno jejího manžela (Pechmann Jaroslav *1.5.1900) jsou uvedena na pomníku při pravoslavném chrámu svatého Cyrila a Metoděje (adresa: Praha 2, Resslova 9a). Pomník byl odhalen 26. ledna 2011 a je součástí Národního památníku obětí heydrichiády.[10][11][12]
- Na vnější fasádě domu na adrese Hanusova 1025/9, 140 00 Praha 4 - Michle[pozn. 1] se nachází pamětní deska věnovaná rodině Pechmanových. Na desce je nápis: JAROSLAV PECHMAN, STAROSTA SOKOLA MICHLE I. / S CHOTÍ MARIÍ, SYNEM JAROSLAVEM / A VÁCLAV POKORNÝ / OBĚTOVALI SVÉ ŽIVOTY / ZA VLAST. / V PRAZE 5.X.1942 V MAUTHAUSENU 26.1.1943 / TĚL. JEDNOTA SOKOL MICHLE I.[13] Pamětní deska byla odhalena 5. října 1947 čeleny tělocvičné jednoty Sokol z Michle. Slavnostního odhalení se účastnili zástupci sokolů, legionářů, úřadů státní a místní správy, Československého červeného kříže a 39 sokolů z hudebního souboru.[7]
- V Praze 9 byla po rodině Pechmanových pojmenována ulice. (Pechmanových 1031/6, 190 00 Praha 9 - Vysočany, Česko.) Kromě červené tabule se jménem ulice je na sloupu elektrického osvětlení umístěna i modrá vysvětlující tabulka s následujícím textem:[14] Rodina Pechmanových / patřila mezi nejbližší podporovatele operace ANTHROPOID. // Marie Pechmanová (*6.4.1902) s manželem Jaroslavem Pechmanem (*1.5.1900) / a synem Jaroslavem Pechmanem (*1.5.1925) byli příslušníky radikální sokolské / odbojové skupiny Říjen, která rozhodujícím způsobem pomohla příslušníkům / výsadku splnit úkol. Jaroslav Pechman, bývalý starosta Sokola Michle, / při zatýkání gestapem 5.10.1942 požil jed, jeho manželka a syn byli Němci / zavražděni 26.1.1943 v KT Mauthausen.[14]
- Jméno manželů Marie a Jaroslava Pechmanových i jejich syna Jaroslava Pechmana mladšího je uvedeno i na pamětní desce umístěné na budově Sokola Michle v Praze na adrese: Pod Stárkou 36/4, 140 00 Praha 4 - Michle (německy: Starkagrund).[15][8] Na desce je nápis: 1939 - 1945 // POLOŽILI JSME ŽIVOTY, / ABYSTE V LÁSCE A BRATRSTVÍ ŽILI // následuje výčet jmen .... / PECHMAN JAROSLAV / PECHMAN JAROSLAV ML / PECHMANOVÁ MARIE / následuje výčet jmen ... // ČEST VÁM, HRDINOVÉ! / TĚLOCVIČNÁ JEDNOTA SOKOL PRAHA-MICHLE I[15]
- Památce Marie Pechmanové a jejímu synovi Jaroslavu Pechmanovi mladšímu (ale i dalším odbojářům z řad sokolů) je věnována pamětní deska na zdi v koncentračním táboře Mauthausen (Rakousko) s následujícím textem:[16][17] „Mrtví, živí nezrození dosud, v bratrství vroucím neseme svůj osud - příslušníkům Sokola, kteří v tomto táboře za své národní přesvědčení, a za věrnost sokolským ideálům trpěli a obětovali své životy. Vašemu odkazu věrni zůstaneme: Ústředí Československého Sokolstva v zahraničí“.[16][17]

## Galerie

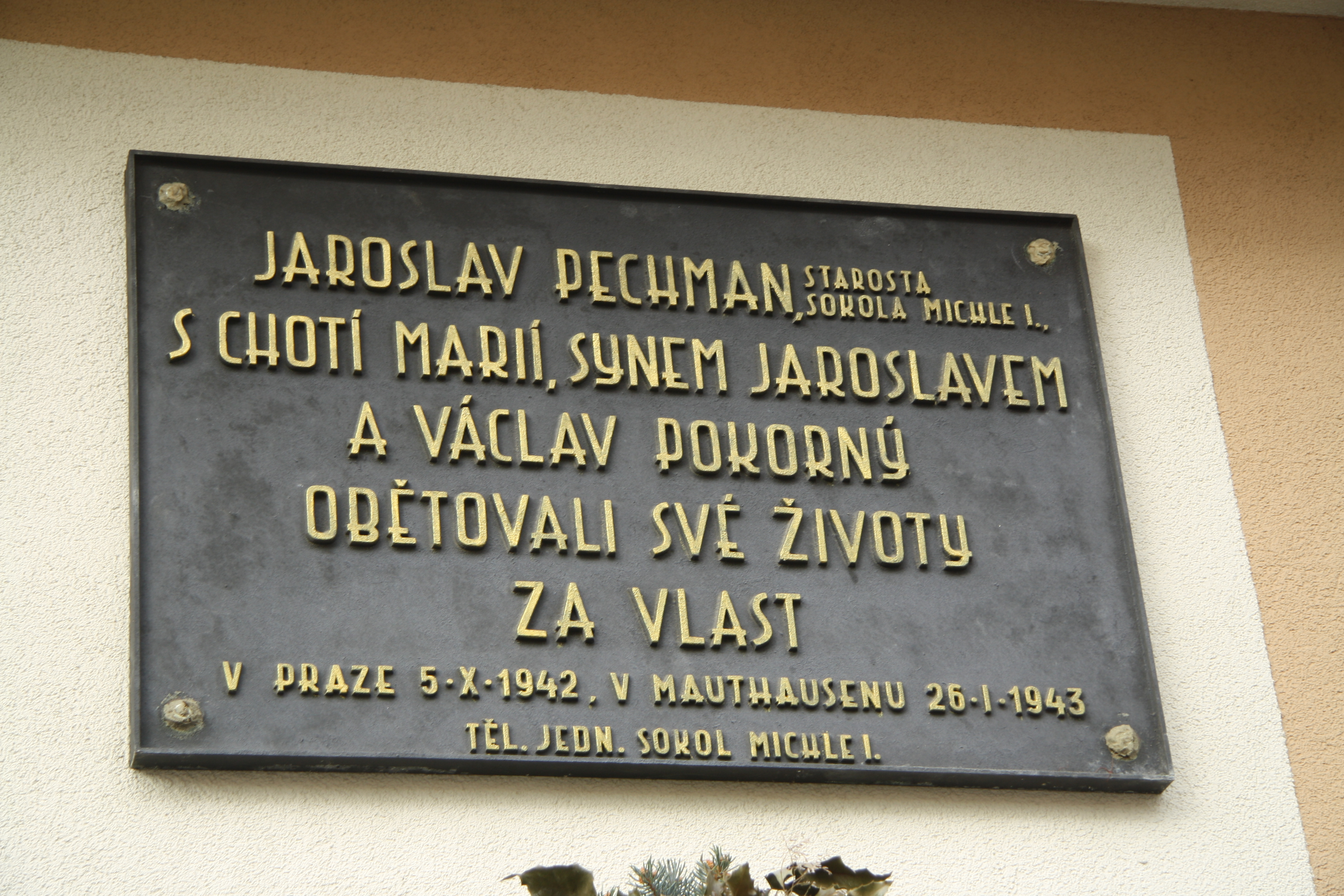
Pamětní deska obětem války a členům Sokola v Michli v ulici Hanusova 1025/9[13][pozn. 1]
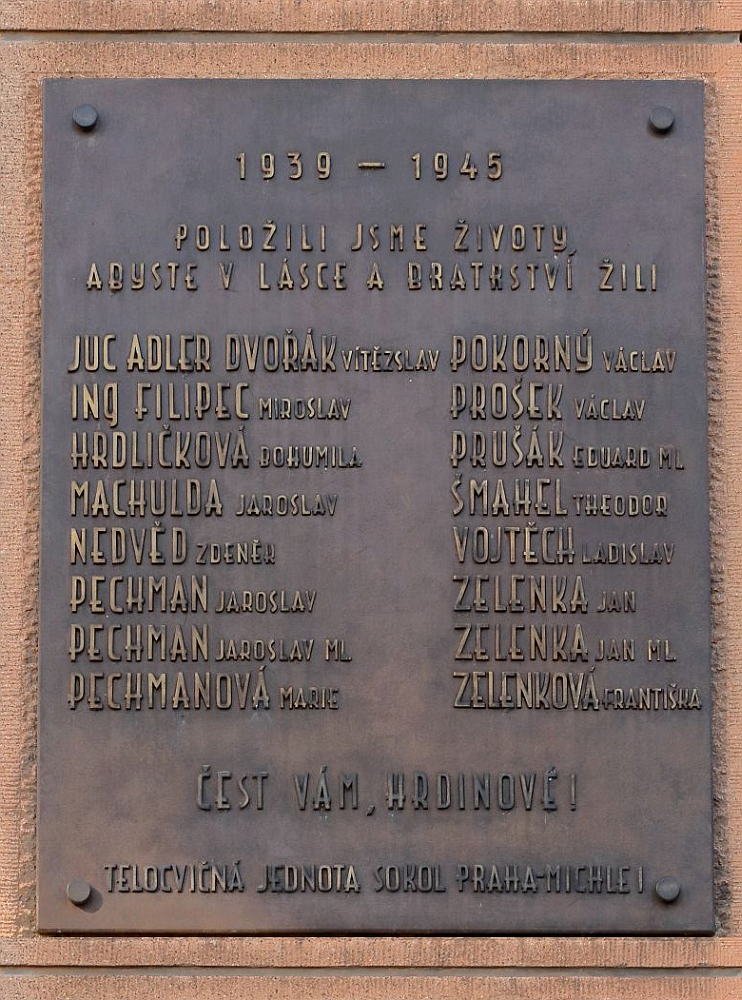
Pamětní deska na budově Sokola Michle v Praze 4
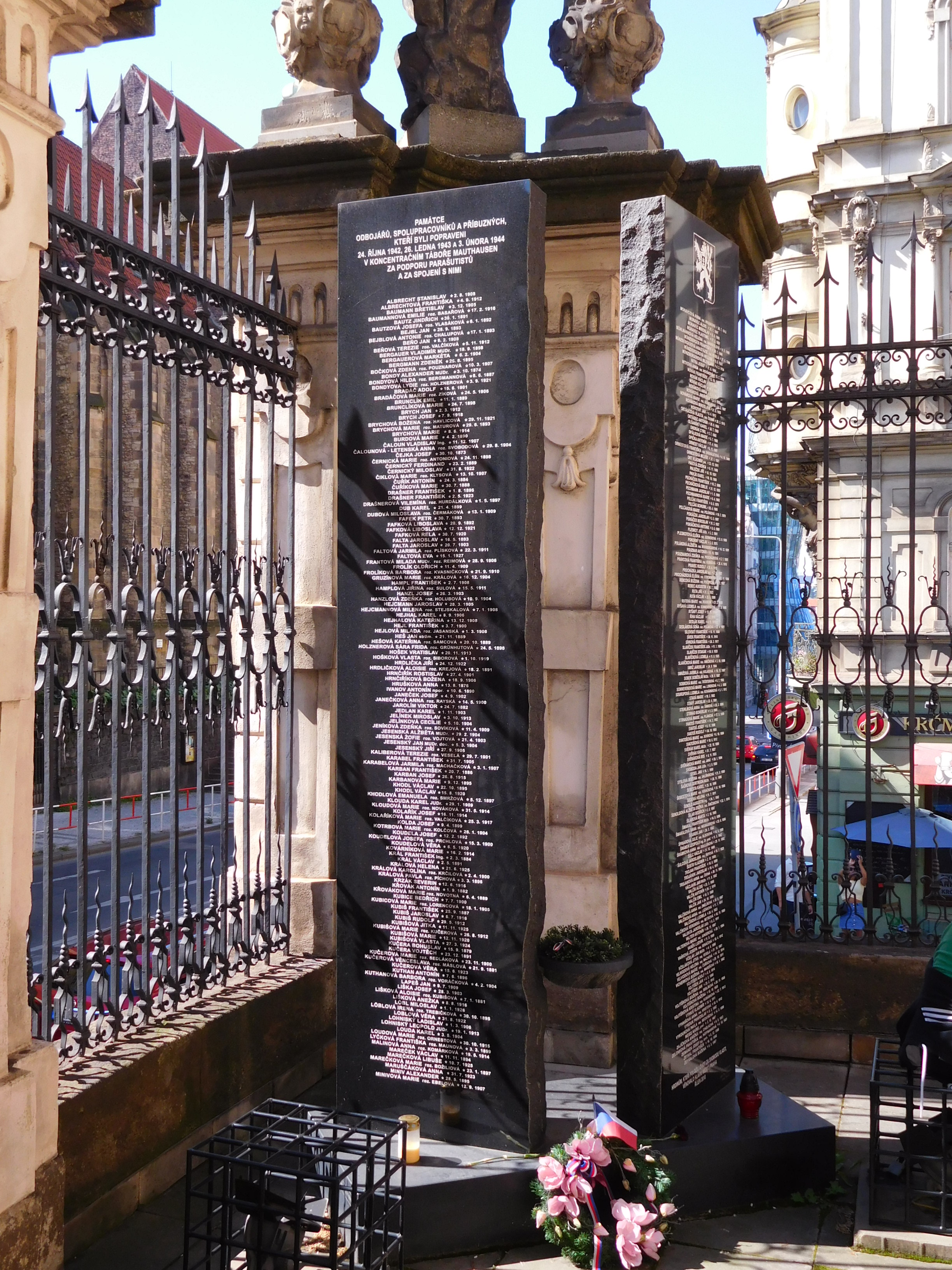
Pomník odbojářům popraveným a umučeným v souvislostí s operací Anthropoid (Resslova ulice)
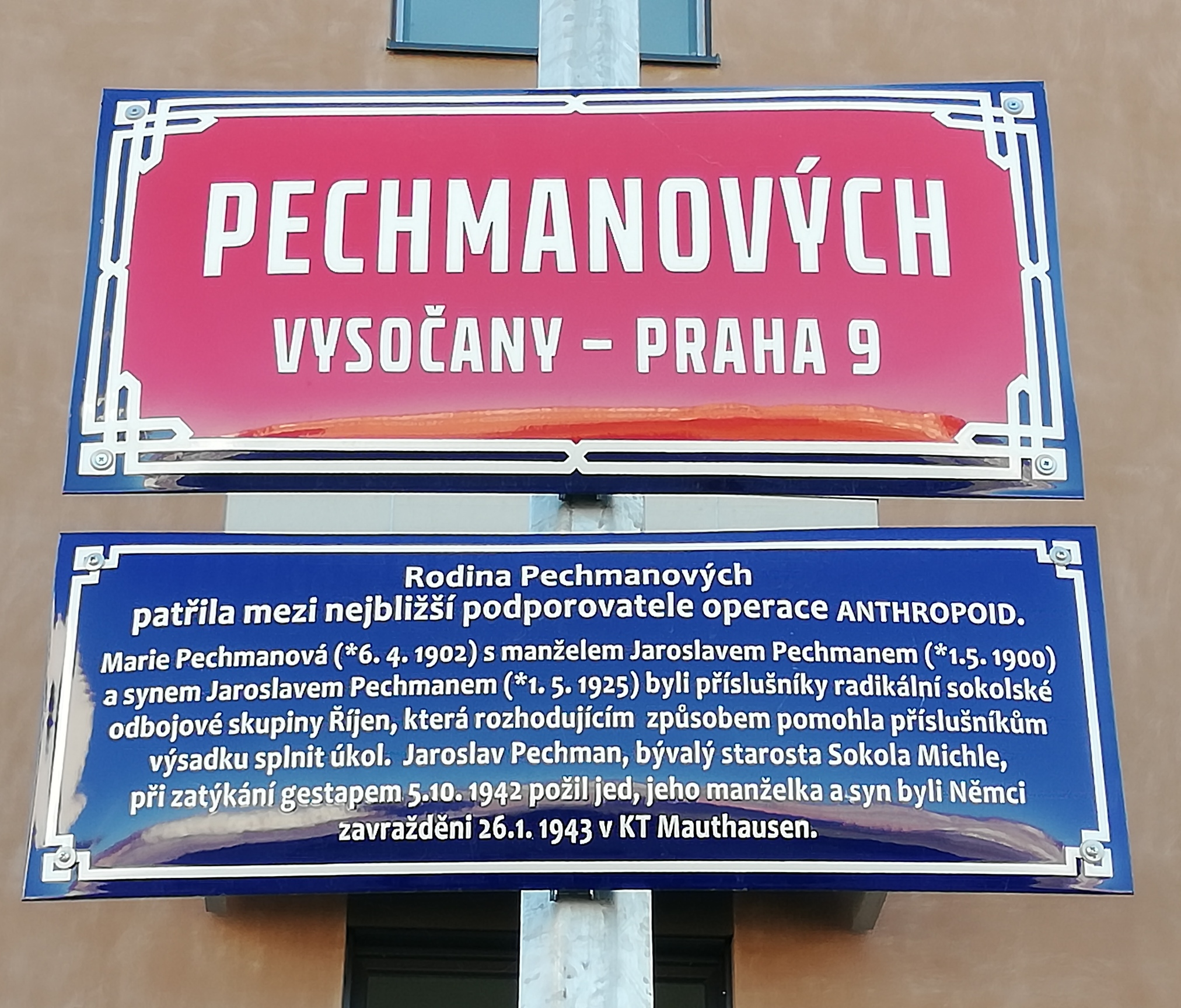
Červená a modrá tabulka v ulici Pechmanových